# YtseJam Records
La YtseJam Records è un'etichetta discografica indipendente fondata nel 2003 da Mike Portnoy, batterista dei Dream Theater.

## Descrizione
L'etichetta è specializzata nella pubblicazione di bootleg ufficiali registrati dai Dream Theater nel corso degli anni e opera attraverso il suo sito oppure attraverso alcuni negozi ufficiali dell'America Settentrionale.
Nel 2021, dopo alcuni anni di pausa, l'etichetta ha ripreso la propria attività assieme alla Inside Out Music attraverso la pubblicazione di nuovi bootleg ufficiali del gruppo appartenenti a una serie intitolata Lost Not Forgotten Archives.

## Pubblicazioni

### Demo series
- 2003 – The Majesty Demos 1985-1986
- 2004 – When Dream and Day Unite Demos 1987-1989
- 2005 – Images and Words Demos 1989-1991
- 2006 – Awake Demos 1994
- 2006 – Falling into Infinity Demos 1996-1997
- 2009 – Train of Thought Instrumental Demos 2003

### Live series
- 2003 – Los Angeles, California 5/18/98
- 2004 – Tokyo, Japan 10/28/95
- 2005 – When Dream and Day Reunite
- 2005 – When Dream and Day Reunite (DVD)
- 2006 – Old Bridge, New Jersey 12/14/96
- 2007 – New York City 3/4/93
- 2007 – Bucharest, Romania 7/4/02 (DVD)
- 2009 – Santiago, Chile 12/6/05 (DVD)

### Studio series
- 2003 – The Making of Scenes from a Memory
- 2009 – The Making of Falling into Infinity

### Cover series
- 2004 – Master of Puppets
- 2005 – The Number of the Beast
- 2006 – The Dark Side of the Moon
- 2006 – The Dark Side of the Moon (DVD)
- 2007 – Made in Japan
- 2009 – Uncovered 2003-2005

### Lost Not Forgotten Archives
- 2021 – Images and Words - Live in Japan, 2017
- 2021 – A Dramatic Tour of Events - Select Board Mixes
- 2021 – Train of Thought Instrumental Demos (2003) (riedizione)
- 2021 – Master of Puppets - Live in Barcelona, 2002 (riedizione)
- 2021 – When Dream and Day Reunite (Live) (riedizione)
- 2022 – The Majesty Demos (1985-1986) (riedizione)
- 2022 – Awake Demos (1994) (riedizione)
- 2022 – Live in NYC - 1993 (riedizione)
- 2022 – ...And Beyond - Live in Japan, 2017
- 2022 – Falling into Infinity Demos, 1996-1997 (riedizione)
- 2022 – The Number of the Beast (Live in Paris 2002) (riedizione)
- 2022 – Live in Berlin (2019)
- 2022 – Images and Words Demos (1989-1991) (riedizione)
- 2022 – Made in Japan - Live (2006) (riedizione)
- 2022 – Old Bridge, New Jersey (1996) (riedizione)
- 2022 – Live at Wacken (2015)
- 2023 – Live at Madison Square Garden (2010)
- 2023 – Distance over Time Demos (2018)
- 2023 – The Making of Falling into Infinity (1997) (riedizione)
- 2023 – When Dream and Day Unite Demos (1987-1989) (riedizione)
- 2023 – The Making of Scenes from a Memory - The Sessions (1999) (CD 1 riedizione)